# Diez de Octubre (Durango)
Diez de Octubre es una localidad del estado mexicano de Durango. Es parte del municipio de San Juan del Río.

## Demografía
| Gráfica de evolución demográfica |
|                                  |

| Censo | Población |
| ----- | --------- |
| 1900  | 1 616     |
| 1910  | 2 009     |
| 1921  | 1 050     |
| 1930  | 1 317     |
| 1940  | 1 551     |
| 1950  | 1 792     |
| 1960  | 1 760     |
| 1970  | 2 141     |
| 1980  | 2 695     |
| 1990  | 2 142     |
| 2000  | 1 530     |
| 2010  | 1 500     |
| 2020  | 1 445     |